# Condado de Johnson (Iowa)
O Condado de Johnson (em inglês:  Johnson County) é um dos 99 condados do estado norte-americano do Iowa. A sede e maior cidade do condado é Iowa City. Foi fundado em 1838 e recebeu seu nome em homenagem ao político Richard Mentor Johnson, o nono vice-presidente dos Estados Unidos.
O condado possui uma área de 1 614 km², dos quais 1 590 km² estão cobertos por terra e 23 km² por água, uma população de 130 882 habitantes, e uma densidade populacional de 82,3 hab/km² (segundo o censo nacional de 2010). É o quinto condado mais populoso do Iowa.